# اوجی‌ال‌ای-تی‌آر-۱۱۳

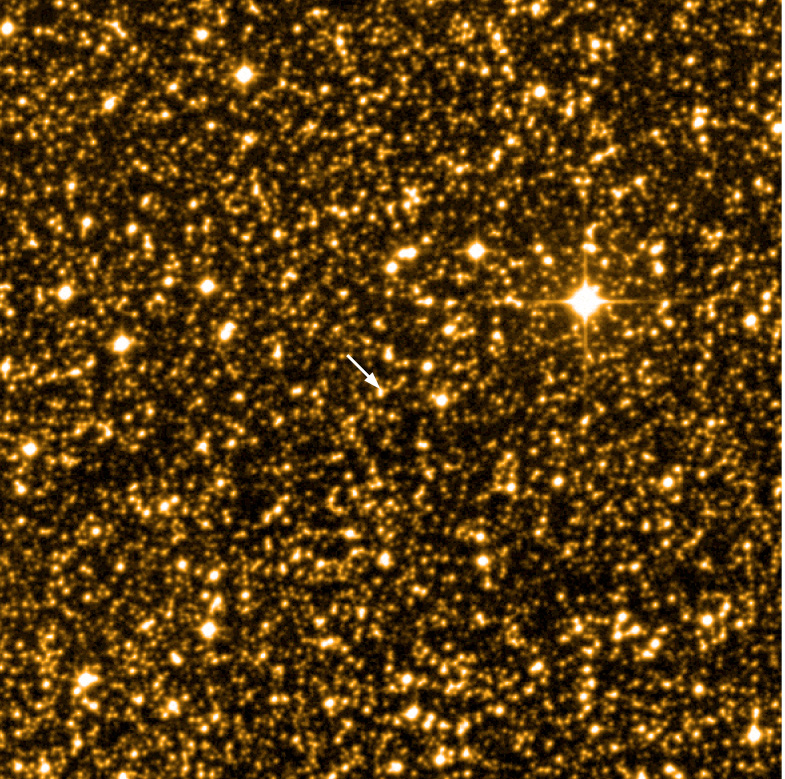
نمایی از محل قرارگیری ستارهٔ اوجی‌ال‌ای-تی‌آر-۱۱۳د (نشانه‌گر سفید) در منظومهٔ خورشیدی – ۲۰۰۴

اوجی‌ال‌ای-تی‌آر-۱۱۳ یک ستاره است که در صورت فلکی شاه‌تخته قرار دارد.